# Мотоциклетна гума

## Параметри на мотоциклетните гуми

### Ширина на профила
Ширината на профила на гумата е нейният най-същественият параметър; от нея зависи размерът на контактното петно с пътната настилка. Това петно определя какво тегло издържа гумата, доколко добре отвежда водата встрани при каране по мокър път, и най-главното – каква е силата на сцепление между гумата и пътната настилка. Колкото по-широка е гумата, толкова по-голямо е контактното петно, следователно и сцеплението с пътя.
На пръв поглед, колкото по-голямо е сцеплението с пътя, толкова по-добре. Това позволява завоите да се преодоляват с по-висока скорост и по-рано да се подава газ при излизане от завой. И не само това – даже когато моторът се движи направо, на гумите действат странични сили, предизвикани главно от неравностите по пътя. Заедно с жироскопния ефект на въртящите се колела, на тези сили противостои и силата на триене между гумата и пътя. Колкото е по-голямо триенето, толкова влиянието на тези странични сили върху поведението на мотора е по-малко. Следователно, по-широките гуми подобряват устойчивостта на мотоциклета на зададена траектория и му позволяват по-добре да „държи пътя на правата" при големи скорости.
Проблемът е обаче в това, че максималната скорост, която може да достигне мотоциклетът, пада при увеличаване ширината на гумите. Причината е увеличената сила на триене между гумите и пътя. Освен това, увеличеното триене води до това гумите да се противопоставят по-успешно не само на страничните сили, но и на усилията на ездача да промени траекторията на движение. Или с други думи – на него ще му се налага да полага повече усилия за влизане в завой.
Съответно, намалявайки ширината се постига обратният ефект – моторът „държи правата" по-зле, става по-нестабилен, при опит за преодоляване на завой с висока скорост по-рано губи сцепление с повърхността на пътя, но става по-управляем – по-бързо и по-лесно влиза в завой.

### Височина на профила
Височината на профила е разстоянието от повърхността на гумата до повърхността на джантата. Височината на профила се променя главно за сметка на височината на страничната част на гумата. От височината на страничната част зависи един много важен показател на гумата – страничната еластичност. Намаляването на височината на профила се постига за сметка на страничната част на гумата, следователно се намалява страничната еластичност. С това се постига по-точно и предсказуемо поведение на мотора при маневриране и по-бърза негова реакция при действията на ездача. При това ефектът е толкова по-голям, колкото е по-висока скоростта на движение.
Намаляването на страничната еластичност на гумата в комбинация с по-малкия вътрешен обем води до влошаване на нейните амортизационни свойства. Гумата с нисък профил по-лошо поема неравностите, предавайки по-твърдо вибрациите на корпуса на мотоциклета. Подобрената управляемост на мотоциклета е за сметка на загуба на комфорт и плавността на возене, увеличава се и рискът от удар на джантата при попадане в дупка, а това скъсява живота и на гумата, и на джантата.

### Форма на профила
Формата на профила също има голямо значение за управляемостта на мотора. Плоският профил дава голямо контактно петно при движение направо, но при наклон в завой контактното петно по-рано достига до ръба на гумата, което означава че се намалява пределният ъгъл на наклон. Овалният профил осигурява по-малко контактно петно, но осигурява по-голям ъгъл на наклона до достигане ръба на гумата.
По-голямо контактно петно, означава по-добро сцепление, но това не значи по-бързо преминаване на завои. Проблемът се състои е в това, че преди влизане в завой, моторът се движи във вертикално положение, а при навлизането в него трябва да се наклони. Колкото по-бързо стане това накланяне, толкова по-бързо би трябвало да се преодолее и завоя. Точно в този момент по-силното сцепление има негативен ефект Колкото то е по-голямо, толкова е по-трудно мотора да бъде наклонен (това е недостатъкът на стабилността и устойчивостта), поради което и възможността да се развие по-висока скорост в завой, не означава той да бъде преминат по-бързо.
Въпреки традиционните представи за овалната форма на профила, той може да има форма напомняща равнобедрен триъгълник, с основа джантата и връх повърхността на гумата. Тези гуми имат състезателни корени и конструкцията им би трябвало да удовлетвори специфичните изисквания на пистата – бързи „лягания“ и големи ъгли на наклона.
При „триъгълните“ гуми профила е овален в центъра и плосък в края. Колкото повече се накланя мотора, толкова повече контактното петно се измества към ръба на гумата, където профила е по-плосък и съответно осигурява по-голяма контактна площ. Това дава възможност за по-голяма скорост в завой, като в същото време овалния профил в средата на гумата, намалява контактната площ и позволява по-лесно и бързо да „се легне“ в завоя. Единствения проблем при тези гуми е, че мотоциклета буквално „пада“ във всеки завой, което едва ли е удобно при градско каране, особено при липса на необходимия опит.

### Размерност на джантите
По принцип ширината на джантата трябва задължително да отговаря на ширината на гумата. По-широка гума трябва да се поставя на по-широка джанта и обратното. Все пак в разумни граници това правило може да се нарушава. Производителите често дават съответствие на няколко ширини на джанти за една гума. При увеличаваме ширината на джантата (при една и съща гумата), профилът неизбежно се променя – „изправя“ се. Разстоянието между бордовете на гумата в мястото на контакт с джантата се увеличава, значи се увеличава и фактическата ширина на гумата. Смята се, че по този начин се увеличава страничната твърдост на гумата, следователно намалява „страничната деформация“. С други думи – когато колелото се наблюдава в състояние на покой, то изглежда монолитно и твърдо цяло. Но гумата е еластично тяло и при движение постоянно се деформира в различни посоки, като най-важна е деформацията в завой, когато джантата под въздействието на центробежните сили се измества навън от завоя, а в същото време частта от гумата намираща се в контактното петно остава на място. Т.е. долната част на гумата се измества спрямо плоскостта на въртене на колелото. На практика това означава, че при завой с определен радиус ще се наложи по-голямо завъртане на кормилото, отколкото изглежда първоначално. Точно това е „страничната деформация“ на гумата.
Ясно е, че колкото тази „странична деформация“ е по-голяма, толкова по-неточно ще бъде управлението на мотоциклета. Борбата с тази деформация обаче изисква комплексни мерки. Съотношението между „страничната деформация“ на предното и задното колело оказва влияние на управляемостта на мотора. Например, ако се намали „страничната деформация“ на задното колело при запазване на същата на предното, управляемостта се влошава. На практика при поставяне на по-широка гума, профилът е по-нисък, значи се увеличава страничната твърдост. Обаче поведението в завой на мотоциклет с такова „буре“ отзад може да стане непредсказуемо. Затова производителите на гуми препоръчват към смяна на ширината на гумата и/или джантата да се подхожда много внимателно и в никакъв случай да не се нарушават техните препоръки.
Да предположим, че е сложена гума, по-широка „само“ с 10 мм. Даже и гумата да влезе без проблем на мястото на старата, това не значи че няма да има проблеми при по-нататъшната експлоатация на мотора. Често срещана практика е да се добавя „мускул“ именно на задното колело, като при това обаче за предното обикновено се забравя. А съотношението на контактните площи на предното и задното колело са изключително важни за управляемостта на мотора. Монтиране на по-широка гума отзад, означава предното колело да стане по-склонно към загуба на сцепление с пътя в завой. А това е много по-опасно от пробуксуването на задното колело.
В заключение – при конструирането на всеки мотоциклет производителите постигат определен баланс между различни параметри, като управляемост, устойчивост, плавност на движение и др. Промяната в ширината на гумите няма да направи мотора ви по-добър, ще го направи различен, променяйки баланса на параметрите заложени от производителя – ще се подобри едно, но за сметка на друго. А ако все пак собственикът на мотоциклета е решил да смени гумите му, като минимум трябва да се запознае с препоръките на производителя.

### Основни характеристики
- Straight away stability – това е стабилност при движение направо и мотора да е стабилен при духане на вятър, неравности по пътя, смяна на платната и т.н. Накратко външни влияния. Така може да се държи постоянен ъгъл на завиване.
- Cornering stability – при взимане на завои с голяма скорост, по прецизно и стабилно завиване.
- Low speed turning – леснота и стабилност при завиване с много ниска скорост.
- Grip – баланс на сцеплението отпред и отзад по време на спиране и завиване, което има много общо с шарките на гумите и материала им. (Неслучайно, производителите препоръчват да се слагат гуми с еднаква шарка отпред и отзад).
- Rain groove performance – преминаване през локви, дъжд, вода по гумите, което си е свързано с аквапланинга.
- Wear life – издръжливостта на износване на грайфера на гумата, което зависи от материала на гумата, но и от налягането в гумите.(заводско предписание за налягането в гумите на различните мотори)
- High speed durability – стабилност и устойчивост при голяма скорост, което е свързано с контактната площ на грайфера. С това има много общо размерът на грайфера и ъгъла на ръбовете му.
- Air holding & run flat performance – устойчивостта на гумата при загуба на въздух и запазването на джантата при внезапна загуба на въздух. Това има ефект и върху поведението на мотора в такива критични ситуации.
- Pattern noise – ниво на шума при каране, което си зависи от шарката на гумата, дизайна и състава ѝ.